# کازویو سجیما
کازویو سجیما (به ژاپنی: 妹島 和世) (متولد ۲۹ اکتبر ۱۹۵۶) معمار ژاپنی است. سجیما همراه با ریوئه نیشی‌زاوا دیگر معمار ژاپنی در سال ۲۰۱۰ موفق به کسب جایزهٔ پریتزکر شد.

## کودکی و تحصیلات
سجیما در ۲۹ اکتبر سال ۱۹۵۶ در شهر میتو در استان ایباراکی به دنیا آمد. او از دانشگاه زنان ژاپن در سال ۱۹۷۹ فارغ‌التحصیل شد. او تا سال ۱۹۸۱ و کسب مدرک کارشناسی ارشد به تحصیل ادامه داد. در همان سال او کار حرفه‌ای خود را در دفتر تویو ایتو آغاز کرد.